# Amphelissoeme
Amphelissoeme is een kevergeslacht uit de familie van de boktorren (Cerambycidae). De wetenschappelijke naam van het geslacht werd voor het eerst geldig gepubliceerd in 1981 door Martins.

## Soorten
Amphelissoeme is monotypisch en omvat slechts de volgende soort:
- Amphelissoeme viridescens Martins, 1981